# František Škoda
František Škoda (26. února 1801 Plzeň – 1. března 1888) byl český a rakouský lékař, vysokoškolský pedagog a politik, během revolučního roku 1848 poslanec Říšského sněmu.

## Biografie
Pocházel z plzeňské rodiny Škodů, původně etnicky české (František v mládí vyrůstal v zcela jazykově českém prostředí). Otec Josef Škoda byl majitelem domu a zámečnické dílny. František Škoda se věnoval medicíně, stejně jako jeho bratr Josef Škoda, který byl lékařem a profesorem na Vídeňské univerzitě. Františkův syn Emil Škoda založil továrnu Škoda v Plzni. Ženatý byl s Annou rozenou Pivcovou. Ta zemřela roku 1836. Pak se oženil s Johannou rozenou Říhovou (1820–1854) z Plzně. Právě s ní měl syna Emila.
Ve věku čtrnácti let musel kvůli nedostatku financí přerušit studium na plzeňském gymnáziu a nastoupil jako učeň do zámečnické dílny svého otce. Premonstráti, kteří na gymnáziu vyučovali, ovšem poznali chlapcovo nadání a František díky tomu mohl opětovně nastoupit na školu (filozofické lyceum v Plzni), kterou dokončil roku 1821. Pak odešel na vysokou školu do Vídně, kde absolvoval medicínu. Ve Vídni si přivydělával doučováním dětí z místních rodin. Takto se seznámil i s továrníkem Bischofem. Díky němu mohl na studium medicíny do rakouské metropole nastoupit i bratr Josef. V roce 1826 František promoval ve Vídni. Pak se vrátil do Plzně a nastoupil jako městský lékař. Působil jako městský lékař v Plzni. V letech 1832–1840 byl prvním primářem plzeňské Městské nemocnice v Plzni. V roce 1830 (podle jiného zdroje roku 1831) dobrovolně nastoupil na dočasnou praxi do Haliče, kde pomáhal při zvládání epidemie cholery. Následně byl krajským lékařem v Klatovech. Byl rovněž členem správní rady Městského pivovaru.
Během revolučního roku 1848 se zapojil i do politiky. Ve volbách roku 1848 byl zvolen na ústavodárný Říšský sněm. Zastupoval volební obvod Plzeň. Uvádí se jako krajský lékař. Patřil ke sněmovnímu bloku pravice, do kterého náležel český politický tábor, Národní strana (staročeši). Národní listy v roce 1915 ovšem uváděly, že Škoda měl v roce 1848 v Plzni agitovat i pro volby do celoněmeckého Frankfurtského parlamentu a měl do něj i kandidovat. Podle pozdějších policejních hlášení se měl na Říšském sněmu ostře vyslovovat pro zrušení práv šlechty. V publikaci Dějiny Plzně se uvádí, že Škoda se na sněmu projevoval pasivně, takže po návratu z Vídně uspořádala plzeňská mládež tzv. husí pochod před jeho domem. V únoru 1849 ještě podepsal veřejnou výzvu českých poslanců, kterou jako první signoval František Palacký, otištěnou v listu Národní noviny, v níž se česká veřejnost žádala, aby nevystupovala proti vojenským odvodům (pro uherské tažení rakouské armády), protože případné represe a vyhlášení výjimečného stavu by mohlo poškodit českou vlast. Krátce poté byl sněm (nyní zasedající v Kroměříži) vládou rozpuštěn. Když se František Škoda vracel do Plzně, uspořádala mu Slovanská lípa slavnostní průvod s provoláním slávy a zpěvem národních písní.
Počátkem 50. let byl dočasně veden v policejním seznamu podezřelých osob kvůli své politické angažovanosti během revoluce. Okresní hejtman Merkl ho ovšem ze seznamu později vyškrtl. Škoda je v publikaci o dějinách Plzně z roku 1967 řazen mezi představitele zámožných plzeňských kruhů, které přešly do německého politického a kulturního tábora a ztratily své české smýšlení.
V 50. letech opustil politické dění a věnoval se své funkci krajského fysika (krajského lékaře). Rozmnožoval svůj majetek. V roce 1856 prodal svůj dům v Plzni a přestěhoval se do Chebu. Zde coby krajský lékař dohlížel na léčbu Alžběty, manželky císaře Františka Josefa I. Díky dobré reputaci pak mu byl udělen roku 1864 rytířský Řád Františka Josefa. Byl přeložen do Prahy s titulem místodržitelského rady a zemského zdravotního správce. Během prusko-rakouské války roku 1866 pomáhal při organizování péče o raněné. Získal za to potom Řád železné koruny. V roce 1867 byl dědičně povýšen do rytířského stavu. V roce 1872 se po odchodu do penze přestěhoval do Vídně, nyní již jako dvorní rada. Postupně omezoval své lékařské aktivity a místo toho se věnoval obchodu a podnikání. Majetek v hodnotě milionů zlatých investoval do pozemkové držby. Pro své děti koupil velkostatky a podíl v plzeňském pivovaru. Pro průmyslové podnikání svého syna Emila ovšem příliš pochopení neměl.
Zemřel v březnu 1888 na jedné ze svých cest.